# Грушковий потік
Грушковий потік (словац. Hruškový potok) — річка в Словаччині, права притока Столичного потоку, протікає в окрузі Пезінок.
Довжина приблизно 5.0-5.5 км. Витік знаходиться в масиві Дунайська низовина (геоморфологічна підодиниця Трнавські пагорби); на висоті близько 190 метрів.
Протікає територією села Шенквиці. Впадає у Столичний потік на висоті приблизно 142-145 метрів.